# Indywidualny pakiet odkażający PChW-012
Indywidualny pakiet odkażający PChW–012 – polski zestaw do prowadzenia zabiegów specjalnych, odkażania, dezynfekcji i dezaktywacji sprzętu wojskowego.

## Opis
Pakiet służył do odkażania broni osobistej i oporządzenia. Wchodził w skład osobistego wyposażenia każdego żołnierza. Zawierał podchloryn wapnia – uniwersalny odkażalnik – reagujący z wszystkimi rodzajami środków trujących. Mógł też służyć do sporządzania odkażalnika w zbiorniku indywidualnego zestawu odkażającego. Miał opakowanie koloru khaki. Wewnątrz pakietu znajdowała się torebka z folii polietylenowej z podchlorynem wapniowym. Ponadto w torebce znajdowała się ampułka zawierająca koncentrat P-710. Ten ostatni zmniejszał działanie korodujące roztworu na części metalowe oraz napięcie powierzchniowe, a także zwiększał zwilżalność odkażanej powierzchni i emulgował zabrudzenia spowodowane smarami.
Pakiet miał masę 2850 gramów. Zawierał 2520±20 g podchlorynu wapniowego i 200 g koncentratu P-710. Można było z niego sporządzić 20 litrów roztworu (do 40-litrowego gumowego worka zestawu odkażającego EZS wsypywano w związku z tym dwa pakiety). Temperatura sporządzonego roztworu po 5 minutach od chwili zmieszania odkażalnika z wodą wynosiła 30-35°C. Mógł być również wykorzystywany do częściowego odkażania ręcznych, ciężkich i wielkokalibrowych karabinów maszynowych, granatników przeciwpancernych i innego sprzętu o powierzchni do 1 m². Reagujący z wszystkimi rodzajami środków trujących podchloryn wapniowy, o masie 80 g, znajdował się w polietylenowej torebce, w której po wlaniu do niej wody przygotowywano około 500±50 cm³ roztworu odkażającego. W pakiecie znajdowały się także chlorek rtęciowy (sublimat) i proszek glinowy, które po dodaniu do sporządzonego roztworu reagowały ze sobą, przy czym w rezultacie zachodzącej reakcji egzotermicznej wydzielała się duża ilość ciepła, powodująca podgrzanie roztworu nawet do temperatury 35-50°C.